# Freddie Mercury
Freddie Mercury, született Farrokh Bulsara (Stone Town, Zanzibár, 1946. szeptember 5. – London, Anglia, 1991. november 24.) párszi indiai származású brit énekes, zenész, a Queen rockegyüttes egykori frontembere. Fő dalszerzőként jelentősen meghatározta az együttes stílusát, a legtöbb sikeres dalukat ő írta. Az 1980-as évek közepén szólókarrierbe kezdett, és Montserrat Caballé opera-énekesnővel közösen operai hatású könnyűzenei albumot készített Barcelona címen. Gyakran azonosítják magával az együttessel, népszerűsége többször háttérbe szorította annak többi tagját. Általános vélekedések szerint az egyik legtehetségesebb könnyűzenei énekes, kivételes tehetségű frontember és koncertzenész volt.
Bár halála pillanatáig titkolta mind a betegségét, mind a szexuális irányultságát, mégis az egyik legismertebb biszexuális zenei előadó lett, valamint az AIDS-betegség egyik leghíresebb áldozata.

## Élete

### Származása és fiatalkora

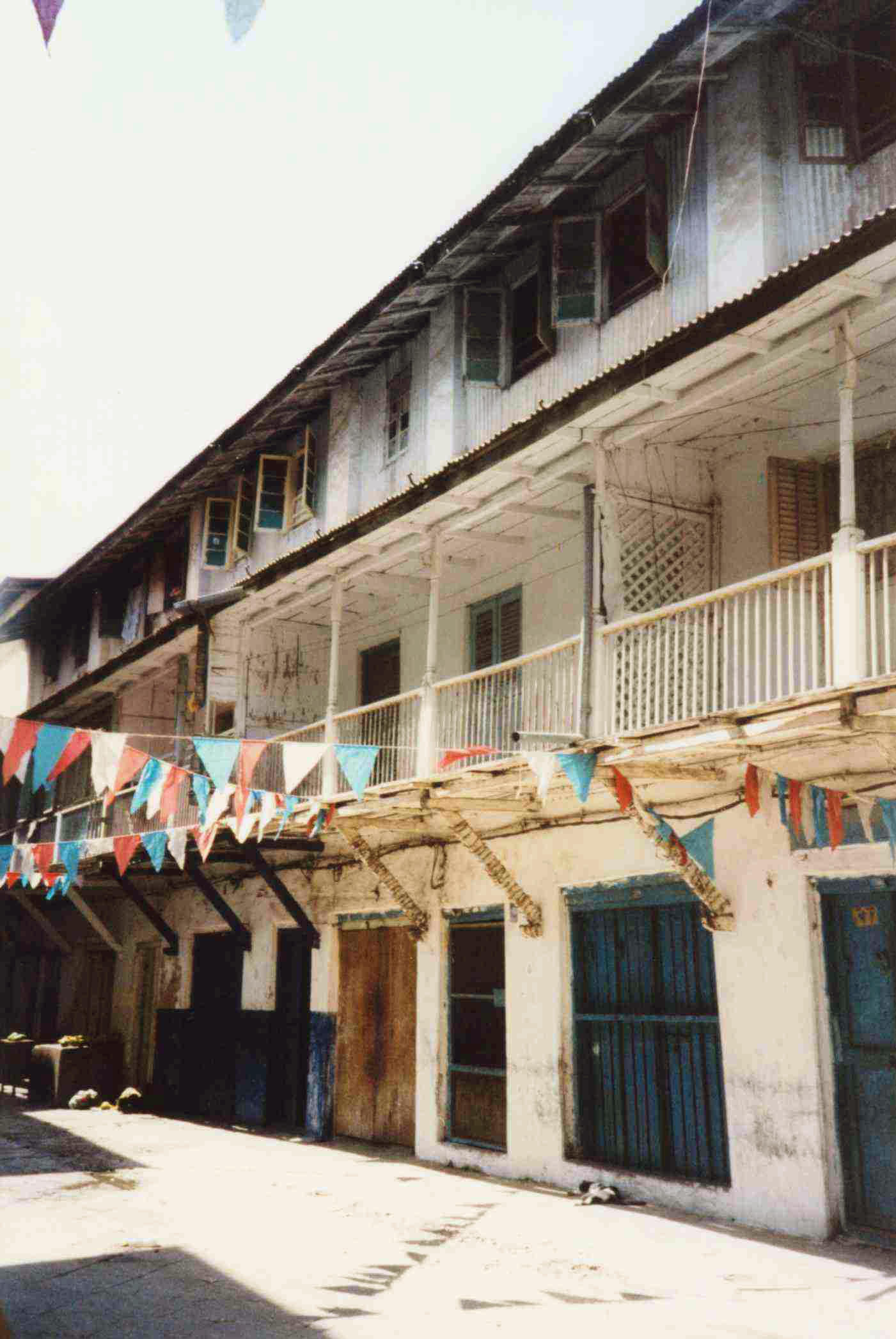
Szülőháza Stone Townban

A rajongók között gyakran tapasztalható Mercury nemzeti eredetére vonatkozó zavar. Többen úgy vélik, hogy Mercury angol (európai) és perzsa ősökkel rendelkezik, vagy csak perzsa (iráni) származással. A valóság azonban az, hogy számos zoroasztriánus perzsa menekült el Perzsiából a muszlim invázió elől, s telepedett le Indiában, és több száz év alatt a helyi lakosságba asszimilálódtak. Mercury születési anyakönyve indiaiként hivatkozik rá.
Freddie Mercury eredetileg Farrokh Bulsara néven született a zanzibári Stone Townban, párszi indiai szülők gyermekeként. Szülei, Bomi és Jer Bulsara azért vándoroltak ki Zanzibárba, hogy apja pénztáros maradhasson a Brit Gyarmati Hivatalban. Húgát Kashmirának hívják.
Tanulmányait a Bombay melletti panchgani (Satara) St. Peter’s boarding schoolban kezdte, és itt lépett először nyilvánosság elé a The Hectics nevű együttesben. Szintén a St. Peter’sben kapta a Freddie becenevet. Ezután 17 éves koráig a mazagoni (Bombay) St. Mary’s High Schoolban tanult, majd családjával az 1964-es zanzibári forradalom elől Angliába menekült.

### Zenei karrierje
Miközben már a Wreckage nevű együttesben énekelt, 1970-ben megismerkedett az akkor a Smile-ban zenélő Roger Taylorral és Brian Mayjel. Amikor ők énekes nélkül maradtak, Freddie beszállt a zenekarba, megalapítva a Queent. A végleges felállás 1971-ben született meg, amikor egy meghallgatás során bevették a csapatba John Deacon basszusgitárost, amivel kezdetét vette minden idők egyik legsikeresebb rockzenekarának története.
A '80-as évek elején New Yorkban és Münchenben élt, meglehetősen kicsapongó életet. Két végéről égette a gyertyát, a Queen munkáinak szüneteiben féktelen mulatságok központi figurája volt. Legendás partikat adott a legfelkapottabb bárokban: egy alkalommal a teljes baráti társaságának repülőgépet bérelt, és a frissen felfedezett playboy-szigetre, Ibizára repíttette őket. Ismert boltok és áruházak nemegyszer zárás után fogadták, hogy vásárlási szenvedélyének hódolhasson. Nem sajnálta a pénzt, a legdrágább pezsgőt és kaviárt, a luxuslakosztályt, a kokaint, a Concorde-jegyeket, a drága ajándékokat, a virágokat és bókokat azoktól, akik féktelen életviteléhez társulni vágytak. Barátságával és szerelmével sokan visszaéltek, ezeket a keserű történeteket dalaiban örökítette meg. Első szólólemeze Mr. Bad Guy címmel, 1985-ben jelent meg, és egy excentrikus, túlfűtött, érzelmes világsztár önéletrajzának, egyúttal egy korszak lezárásának tekinthető.
Londonban vásárolt villájának felújítása 1985-re készült el: a japán fabútorok, a Sotheby's aukcióin hozzáértéssel megszerzett képek és kárpitok, a koi pontyokkal ékesített japánkert, a drága porcelánok, számos macska és egyéb viktoriánus kellék között nyugodtabb életet kezdhetett.
1987-ben duettet énekelt Montserrat Caballéval: Barcelona című daluk a közelgő spanyol nyári olimpia hivatalos dala lett. Hasonló című, a rockzene és az opera sajátosságait ötvöző lemezükön Freddie Mercury méltó partnere volt a világ egyik legünnepeltebb dívájának.

### Betegsége és halála
Mercury partnere, Jim Hutton szerint, az énekesnél 1987 áprilisának végén diagnosztizálták az AIDS-et. 1988 után szinte alig mutatkozott a nyilvánosság előtt. A lesifotósok képein egyre soványabb, szakállas Freddie Mercury egészségi állapotával kapcsolatos találgatások szinte folyamatossá váltak. Mivel már 1989-ben külsőleg is felfedezhetők voltak a tünetek, a sajtó gyakran cikkezett róla, titokzatos betegségeit, sőt az AIDS-betegséget is emlegették vele kapcsolatban. Ritka nyilvános szereplései alkalmával az egykori partisztár visszahúzódó főnemes benyomását keltette. Ugyanakkor folyamatosan, fantasztikus lendülettel dolgozott a Queen svájci és londoni stúdiójában, aminek eredményeként a zenekar 1989-ben és 1991-ben is új albummal jelentkezett.
A zenekar tagjaival 1989. május 22-én tudatta az állapotát. Az utolsó Queen-munka, amelyben részt vett, a These Are the Days of Our Lives dal videóklipje volt. Ekkorra már szembeötlő volt leromlott egészségi állapota, bőrét a Kaposi-szarkóma sebei lepték el. 1991 őszén, soványan és betegen már azzal a tudattal énekelte szalagra a Queen drámai dalait, hogy a közönség már csak a halála után fogja hallani őket.
1991. november 23-án közleményben tudatta a világgal, hogy AIDS-ben szenved. A háza előtt fotósok és operatőrök százai gyűltek össze – a tömeget a rendőrség tartotta féken.
Mivel az elmúlt két évben annyiféle találgatást olvastam a lapokban, szeretném bejelenteni, hogy a vizsgálatok HIV-pozitívnak mutattak, és AIDS-ben szenvedek. Úgy tartottam helyesnek, hogy nem hozom nyilvánosságra a dolgot, azok érdekében, akik a környezetemben élnek. De eljött az idő, hogy barátaim és rajongóim megtudják az igazat, és remélem, mindenki csatlakozik hozzám, orvosaimhoz és mindazokhoz, akik szerte a világon küzdenek ez ellen a szörnyű kór ellen.
Másnap, 1991. november 24-én, vasárnap este halt meg. Két nappal később, zárt körű – szülei kérése szerint zoroasztriánus – temetésen vettek búcsút tőle. Fekete koporsóját egyetlen szál vörös rózsa díszítette, útját Aretha Franklin dala kísérte. Testét elhamvasztották, hamvait máig ismeretlen helyre szállították (egyes információk szerint azt édesanyja őrizte). 2013-ban a londoni Kensal Green temetőjében találtak egy francia nyelvű emléktáblát, amin a Farrokh Bulsara, Freddie Mercury eredeti neve szerepel. „Farrokh Bulsara emlékére, mindig közel leszek hozzád a szerelmemmel” – áll félig angolul, félig franciául a plaketten, amire születésének és halálának pontos dátumát rakták, M. aláírással. Egyesek szerint a szignó Mary Austin lehet, a Queen-frontember volt barátnője, akivel hét évet éltek együtt, és aki végül megörökölte az énekes 7 millió fontot érő londoni otthonát. A Genfi-tó partján álló szobra és londoni háza egyaránt a rajongók zarándokhelye.
A Queen megmaradt tagjai megalapították a Mercury Phoenix Trust nevű AIDS-ellenes társaságot, és megszervezték a Freddie Mercury emlékkoncertet, amelynek teljes nyereségét az alapítvány javára utalták.
Fő forrás: Freddie Mercury biography

## Magánélete és jellegzetességei

### Biszexualitás
Bár a közvélemény extravagánsnak és hiperaktívnak ismeri, saját bevallása szerint a magánéletében visszahúzódó és zárkózott személyiség volt: „Az a látszat, mintha fölfalnám és tönkretenném az embereket. Senki sem az igazi énemet szereti, mind a hírnévbe, a sztárba szerelmesek. Van egy kemény, férfias leplem, amit a színpadon magamra öltök, de van egy sokkal lágyabb oldalam is, amely olyan olvadékony, mint a vaj.”
Ennek gyökeresen ellentmond a közvéleményben kialakult kép: legjobb példák a legendás partijai. Living On My Own kislemeze videóklipjében egy ilyen, tipikus Mercury-parti felvételei szerepelnek, ahol megfigyelhető az énekes központi szerepe, karizmatikus és nárcisztikus személyisége. Legendák keringtek arról, hogy a szerelemben is ilyen rámenős volt, ha meg akart szerezni magának valakit, akkor drága ajándékokkal próbálta meg levenni a lábáról: „Nekem igazából sok szeretetre van szükségem, és rettenetesen elkényeztetem a szeretőimet. Szeretem boldoggá tenni őket, és örömet okoz, ha igazán drága és csodálatos ajándékokat adhatok nekik.”
Kevesek számára ismert, hogy valójában biszexuális volt, és az 1970-es évektől hat éven át egy Mary Austin nevű nővel élt párkapcsolatban. A sajtó a kezdetektől vájkált a magánéletében, és vélt vagy valós bizonyítékokat közölt a másságával kapcsolatban. 1974-ben például a New Musical Express újságírójának így nyilatkozott: „meleg vagyok, mint a kályha, drágám!”. A 80-as években több homoszexuális kapcsolatára is fény derült, például a legtartósabb viszony Jim Huttonhoz fűzte. Hutton a Savoy londoni luxusszállodában dolgozott borbélyként, amikor 1985-ben megismerkedett a Queen együttes frontember-énekesével és először nem ismerte fel, milyen szupersztárral van dolga. Később egyre közelebb kerültek egymáshoz és együtt éltek Londonban egészen Mercury 1991-ben bekövetkezett haláláig. Hutton ápolta az énekest annak végnapjaiban, aki viszont utolsó napjaiban már „férjeként” emlegette az ezermestert. A Queen énekese félmillió fontot hagyott élettársára, továbbá egy telket Carlow-ban, ahol Hutton később házat építtetett. Mercury vagyonának zöme Mary Austinnak jutott.

### Opera
Rajongott az operáért, és ez pályafutásában is tükröződik – kezdve a Queen 1975-ös, A Night at the Opera című albumával, benne az operai hangulatú Bohemian Rhapsodyval, nyilvános operaszerepléseken át az 1988-as Barcelona albumig, amin Montserrat Caballéval énekelt, ötvözve a rockzene és az opera sajátosságait.
Mercury: „Nem tudom, hogy fogják fogadni ezt a Queen rajongói. A legrosszabb, ha rockoperának tartanák, ami rettentő unalmas. Nem lehet beskatulyázni, mert olyan dalokat éneklek, amilyeneket korábban soha, és amelyek mindkettőnk hangjához illenek. Nehéz volt megírni és elénekelni ezeket a dalokat, mert minden regiszternek a helyén kellett lennie és mind duett volt”.

### Fogai
Mercury jellegzetes szépséghibája volt, hogy felső elülső négy foga szabályozatlanul kiállt. Soha nem gondolt a szabályozásukra, állítása szerint nem volt rá elég ideje, de egyes állítások szerint az énekhangját féltette. Gyakran viccelt is ezzel: „Rod Stewart, Elton John és én össze akartunk hozni egy bandát. Hármunk után Hair, Nose & Teeth-nek (Haj, Orr és Fogak) neveztük volna. De nem jött össze, mert nem tudtunk megegyezni a szavak sorrendjében. Én természetesen azt akartam, hogy Teeth, Nose & Hair legyen. Nem szeretem, hogy a fogaim előreállnak. Ettől eltekintve tökéletes vagyok.”

### Bajsza
Harmincas évei közepén haját rövidre vágatta, és bajuszt növesztett. Utóbbi idővel az egyik legismertebb stílusjegye lett, pedig kezdetben előfordult, hogy a rajongók koncerten borotvával dobálták meg, ezzel nyilvánítva ki nemtetszésüket új bajsza iránt.

## Zenei életműve

### Hatottak rá
Gyermekkorában sok indiai zenét hallgatott, korai megnyilvánulásai Lata Mangeskhar bollywoodi playbackénekestől eredeztethetők. Alkalma nyílt arra, hogy élőben is láthassa. Miután Angliába költözött, a The Beatles, John Lennon és Jimi Hendrix nagy rajongója lett. Utóbbiról így nyilatkozott: „Jimi Hendrixnek nagy jelentősége van. Ő a példaképem. A színpadon ötvöz mindent, ami egy rocksztár egész munkájában benne van. Nem lehet máshoz hasonlítani őt. Akár megvan benned a varázs, akár nincs. Nem tudod elérni a szintjét. Senki sem veheti át a helyét.”
Kedvenc előadóművészei közé tartozott még Liza Minnelli énekes- és színésznő. 1975-ben ezt mondta róla: „Liza igazi tehetség. Van energiája és kitartása, és ezt át tudja adni a színpadon, az pedig, ahogyan eladja magát a közönségnek, annak nagy hatása van. Sokat lehet tanulni tőle.”
Kedvelte még Elvis Presley zenéjét, az ő tiszteletére írta a Crazy Little Thing Called Love-ot, amely annyira hasonlított Presley korai stílusára, hogy sokan azt hitték, valójában ő írta. Koncerteken előszeretettel énekelte a dalait, például a Jailhouse Rockot és a Tutti Fruttit.

### Hatása
George Michael, Boy George (Culture Club), Rob Halford (Judas Priest) és a Frankie Goes to Hollywood zenekar Mercuryt jelölte meg egyik inspirációs forrásaként.
Színpadi jelenléte számos stadion rocker előadót inspirált. Axl Rose egy 1992-es budapesti koncerten például Freddie emléke előtt tisztelegve elénekelte a Tavaszi szél vizet áraszt című magyar népdalt.
Kurt Cobain, a Nirvana frontembere búcsúlevelében Mercury előadói tehetségét méltatta: „Például amikor a színpadon vagyunk, a fények kialszanak és elkezdődik a tömeg mániákus örvénylése, ez nem hat már úgy rám, ahogy Freddie Mercuryra hatott, aki, úgy tűnt, kedvelte a tömeg szeretetét és csodálatát, és elmerült benne, amit én abszolút csodálok és irigylek”.

### Zenei stílusa
Az együttes mind a négy tagja írt nagy sikerű dalokat, de az eredeti Greatest Hits válogatásalbum tizenhét dalából tízet Mercury írt: Seven Seas of Rhye, Killer Queen, Bohemian Rhapsody, Somebody to Love, Good Old-Fashioned Lover Boy, We Are the Champions, Bicycle Race, Don’t Stop Me Now, Crazy Little Thing Called Love és Play the Game. Igen eltérő stílusokban alkotott:
- rockabilly,
- heavy metal,
- arena rock.

Hajlott a bonyolult, nem ismétlődő szerkezetű kompozíciókra (The March of the Black Queen, Bohemian Rhapsody), bár a másik véglet sem volt tőle idegen: a Crazy Little Thing Called Love például csak néhány akkordból áll. Úgy vált termékeny dalszerzővé, hogy saját bevallása szerint alig tudott kottát olvasni.
Legtöbb dalát zongorán írta, így több művének gitárszólama is nagyon nehezen játszható. Ritkán gitáron is írt dalt; ezen a hangszeren May szerint agresszívan és türelmetlenül játszott. Két ilyen gyorsabb szerzeménye, az Ogre Battle és a Stone Cold Crazy (bár a lemezen mind a négy tagot szerzőnek jelölik, valójában Mercury tette hozzá a legtöbbet) szokatlanul tempósak voltak a maga korában; a thrash és speed metal stílus legkorábbi képviselői lettek.

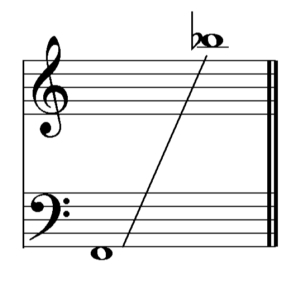
Mercury hangterjedelme

A legelismertebb pop-rock és rock énekesek közé sorolják. Hangja nagyon jellegzetes volt, hangterjedelme több mint 3 oktáv. Természetes hangja bariton volt, de a legtöbb dalt tenor hangfekvésben adta elő. Élő előadásokon – részben a rendszeres tréning hiánya miatt – előfordult, hogy a legmagasabb hangokat nem tudta kiénekelni.
Sok Queen-dalban zongorázott. Legszívesebben hangversenyzongorákat használt (nem szerette az elektromos zongorát), a stúdióban pedig csembalót, orgonát és pianínót. 1979-től, ahogy a funkzene egyre jobban előretört a zenekar stílusában, ő is egyre többet játszott szintetizátorokon. Bár sosem tartotta magát virtuóz zongoristának, játéka eredeti és harmonikus volt, ami aligha független gyermekkorának klasszikus zongoraleckéitől. Ilyen zongoraharmóniákat hallhatunk a We Are the Champions, a My Melancholy Blues és a Don’t Stop Me Now című dalaiban.
Gitáron nagyon ritkán játszott, annak ellenére, hogy dalszerzéshez használta. Az egyik ilyen ritka példa a Crazy Little Thing Called Love mindössze három akkordból álló akusztikus gitár kísérete. Ezt a koncerteken is előadta, és ilyenkor mindig viccelődött azon, hogy a gitáron összesen három akkordot tud játszani.

### Szóló projektek
1973-ban, a legelső Queen-album megjelenése előtt Mercury Larry Lurex néven adta ki az I Can Hear the Music című Beach Boys-feldolgozást. A névhasonlóság Gary Glitteréhez nem véletlen, a dal az akkoriban már divatjamúlt glitter rock hagyományokat elevenítette fel. A kislemez bukás volt, bár napjainkban a gyűjtők nagy értéknek tartanak egy-egy eredeti példányt.
Szólókarrierjére nem jellemzők az ilyen nagyívű művek, első eredeti stúdióalbuma, a Mr. Bad Guy a funk és az R&B jegyében született (akárcsak az 1980-as The Game című Queen-album). A Queenhez képest szokatlanul könnyed stílusa már-már feltűnően popos, az énekest például a legtöbb helyen gitár helyett egyszerű szintetizátor kíséri.
Mercury: „Számomra a Queen dalai olyasvalamik, mint egy papírzsebkendő. John Lennon írhatott üzenetes dalokat. Stevie Wonder is. De ők ebben a szellemben is éltek. Esetükben biztos lehetett a hallgató, hogy azt és úgy gondolják, ahogy egy-egy békedal szövegében énekelték. Én más típus vagyok. Én jópofa dalokat írok, kellemes dallammal, és ez minden. Aztán írok egy másikat, és így tovább.”

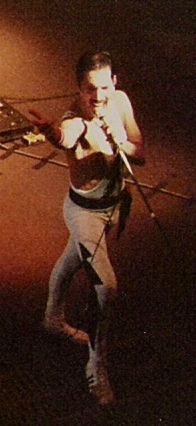
1984-ben egy koncerten

Az opera iránti rajongását már a Bohemian Rhapsody is jelezte, majd az 1988-as második eredeti stúdióalbumát, a Barcelonát teljesen ennek a stílusnak szentelte. A mű fogadtatása vegyes volt, egyesek szerint ez „az első és eddig egyetlen lemez, amely valóságos értelmet ad annak, hogy operaénekes és rocksztár közösen ad elő valamit”, bírálói szerint stílusidegen mind az operától, mind a könnyűzenétől.

### Élő előadásai
Az együttes koncertjei legfőképp Mercury karizmatikus előadásairól voltak híresek. A mai napig minden idők egyik legjobb zenei előadójának tartják. Teátrális előadásaiban gyakran a közönség „segítségét” kérte a dalokhoz, példaként állva a későbbi aréna rock előadók számára.
Előadásmódja az évek múltával vált profibbá, ezzel párhuzamosan az „élő” énekhangja megkopott, így a hangszínbeli különbségeket profizmusával egyenlítette ki. Jellemző attrakciói voltak a mikrofonállvánnyal való gitározás, a gitárszólók során gyakran versenygitározott Brian Mayjel, a koncertek megszokott részévé vált a közönséggel való énekpárbaja, a nárcisztikus és extravagáns mozgáskultúra, és a refrén közönséggel való énekeltetése (például We Will Rock You esetében).
Legfigyelemreméltóbb koncertje az 1985-ös Live Aid koncerten volt, amely előadás alatt a stadion 72 ezres közönsége összhangban tapsolt és énekelt. Ezt az előadást azóta több fórumon a világ legjobb koncerteseményének szavazták meg.
Karrierje során becslések szerint 700 koncertet énekelt végig szerte a világon. Az együttessel elsőként vállalkoztak stadionturnékra Dél-Amerikában. Utolsó koncertje 1986. augusztus 9-én zajlott Knebworthben, mintegy 150 ezer néző előtt.
Kurt Cobain, a Nirvana énekese is hivatkozott koncertteljesítményére a búcsúlevelében.

## Emlékezete

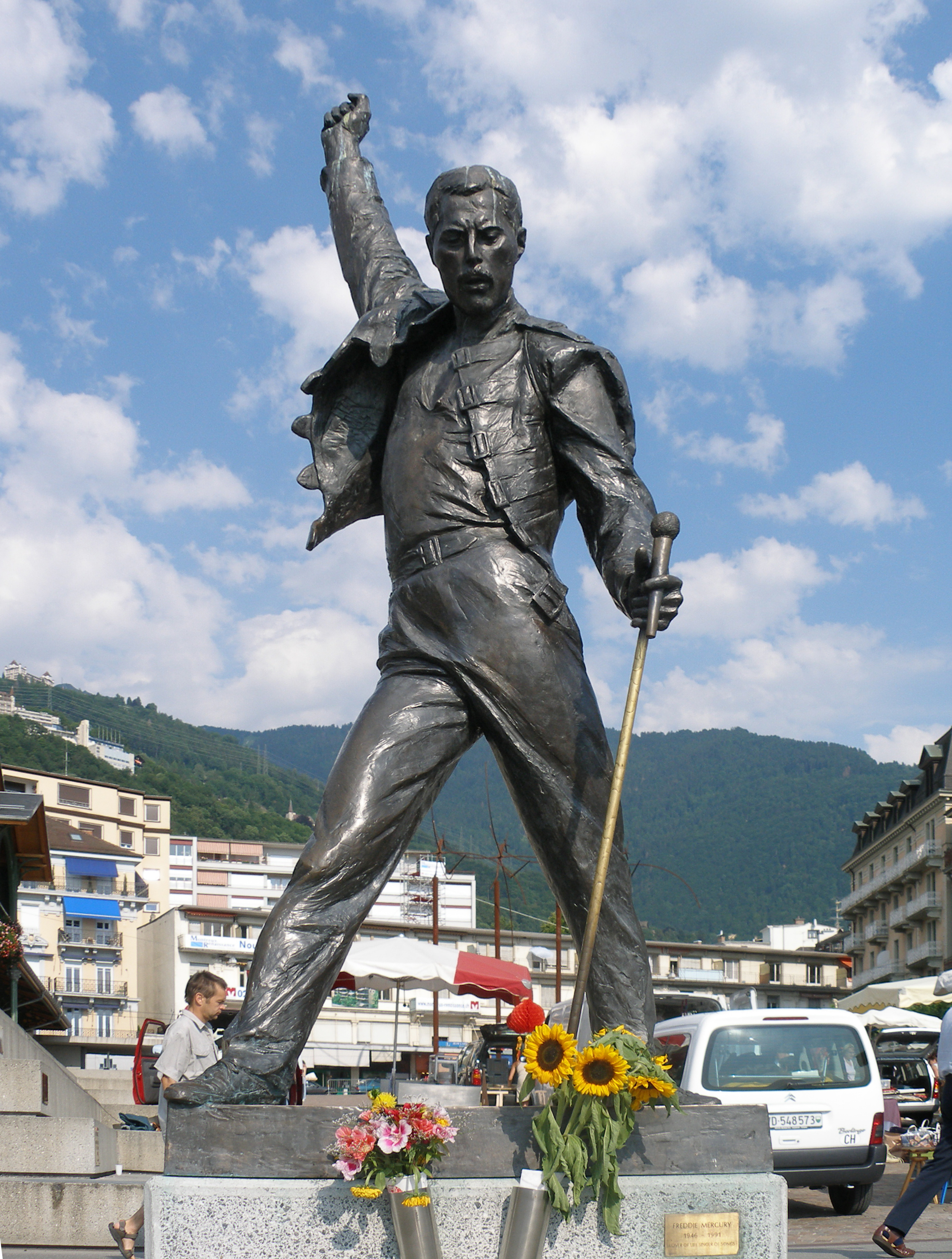
Freddie Mercury szobra Montreux-ben (egy koncertképről mintázták)

- Halála után öt évvel 1996-ban a svájci Montreux-ben szobrot állítottak Freddie Mercurynak a Genfi-tó partján.[35][36]
- 1999-ben a Brit Királyi Posta millenniumi bélyegsorozatában más hírességek között Freddie Mercury is helyet kapott. Az énekes a 19 pennys darabon szerepel.[37][38]
- 2016. szeptember 1-jén a Zanzibáron született Freddie Mercury első londoni otthona, szülői háza megkapta a híres angol személyekhez köthető épületeknek adható Kék Plakettet az English Heritage szervezettől. Az avatási ünnepségen Brian May, a Queen egykori gitárosa, és Mercury testvére, Kashmira Cooke leplezték le a plakettet, melyen az „Itt élt Freddie Mercury (Fred Bulsara) 1946–1991, énekes és dalszerző” felirat olvasható.[39][40]
- 2016. szeptember 5-én (születése 70. évfordulóján) Brian May, aki asztrofizikusként a NASA-nál dolgozott, bejelentette, hogy a 17473 sorszámú, 1991 FM3 jelű kisbolygónak a Nemzetközi Csillagászati Unió Kisbolygó Központja a 17473 Freddiemercury(wd) nevet adta.[41][42]
- 2018 októberében mutatták be a Bohém rapszódia című filmet, amely Mercury életét és a Queen történetét mutatja be. Mercuryt a filmben Rami Malek alakítja.[43] A film négy Oscar- és két Golden Globe-díjat nyert.

## Kritikák

### Szexuális irányultsága és származása eltitkolása
Mercuryt gyakran kritizálták, mert vonakodott nyilvánosan elismerni szexuális irányultságát és indiai származását. Ezenkívül azt is felrótták neki, hogy éveken át titkolta AIDS-betegségét, ez pedig olyan üzenetet jelenthet más betegeknek, hogy az AIDS szégyellnivaló állapot. Szerintük Mercury sok anyagi és erkölcsi támogatást szerezhetett volna a betegség elleni harcnak, ha őszintén beszél az állapotáról. Nem sokkal a halála után Phil Collins így nyilatkozott róla: „A legnagyobb tiszteletem és szeretetem iránta. De ha olyan kicsapongó életet élsz, amilyet ő, mindig az AIDS kockázatával játszol.”

### Egyéb kritikák
Mercuryt és az együttest az 1980-as években széles körben elmarasztalták azért, mert koncerteket adtak az ENSZ bojkott alatt lévő, apartheidista Sun Cityben, és egyes diktatórikus dél-amerikai államokban. Ezek következtében az ENSZ feketelistájára kerültek, és a szaksajtóban is heves kritikák érték őket. Az együttes tagjai különböző interjúkban védekeztek, azt állították, hogy ők csak a tömeget akarták szórakoztatni.
Újabb vita merült fel személyéhez kapcsolódóan 1999-ben, amikor a Millenniumi bélyegsorozat részeként Mercury tiszteletére is kibocsátottak egy sorozatot. Több újságíró úgy vélte, hogy Mercury túl vad és vitatott életet élt ahhoz, hogy ilyen megtiszteltetés érje. További vitákat okozott, hogy a megjelent bélyegen a háttérben kivehető volt Roger Taylor dobos alakja, az akkori törvények szerint ugyanis a királyi család tagjain kívül csak elhunyt személyek szerepelhettek bélyegen.
2006 szeptemberében, születésének hatvanadik évfordulójára a zanzibári kormány nagyszabású ünnepségeket szervezett, de egy iszlám fundamentalista szervezet tiltakozott ez ellen, mert Mercury nem élt tisztességes életet, homoszexualitása pedig szemben áll az iszlám törvényekkel.

## Diszkográfia
- Mr. Bad Guy (1985)
- Barcelona (1988)